# Jan Wyglenda
Jan Wyglenda ps. „Traugutt” (ur. 24 listopada 1894 w Brzeźnicy, zm. 28 lutego 1973 w Rybniku) – polski działacz plebiscytowy, uczestnik powstań śląskich, kawaler Orderu Virtuti Militari, oficer Wojska Polskiego.

## Życiorys
Urodził się w Brzeźnicy koło Raciborza na Górnym Śląsku. Walczył w wojsku niemieckim podczas I wojny światowej skąd wrócił jako podporucznik. W styczniu 1919 utworzył oddział polski w rodzinnej Brzeźnicy. W czerwcu 1919 został zastępcą komendanta głównego i kierownikiem Wydziału Wywiadu Polskiej Organizacji Wojskowej Górnego Śląska.
W I powstaniu śląskim dowodził w bitwie pod Godowem i na odcinku Olza-Oświęcim, w II powstaniu śląskim Jan Wyglenda dowodził polską samoobroną w powiecie rybnickim. W III powstaniu śląskim był zastępcą dowódcy i szefem sztabu Grupy „Północ”. Po podziale Górnego Śląska zmuszony został do opuszczenia rodzinnego obszaru przyznanego Niemcom i zamieszkał w polskim województwie śląskim. W Wojsku Polskim został awansowany do stopnia porucznika rezerwy piechoty ze starszeństwem z dniem 1 czerwca 1919. W 1923, 1924 był oficerem rezerwowym 24 pułku piechoty w Łucku. Na stopień kapitana został mianowany ze starszeństwem z 19 marca 1939 i 11. lokatą w korpusie oficerów rezerwy piechoty.
W 1927 został naczelnikiem gminy Nowa Wieś – obecnie Wirek, dzielnica Rudy Śląskiej – a następnie starostą powiatowym w Lublińcu i Rybniku. Członek Związku Powstańców Śląskich. 
W latach II wojny światowej walczył w kampanii 1939 oraz w Polskich Siłach Zbrojnych. Po powrocie w 1947 do Polski był aktywnym członkiem Polskiej Partii Robotniczej i Polskiej Zjednoczonej Partii Robotniczej. Mimo to w okresie stalinowskim został uwięziony (1950–1956) na podstawie fałszywych oskarżeń. Po uwolnieniu pracował jako urzędnik w górnictwie. W 1971 awansowany do stopnia majora. Zmarł w Rybniku, gdzie go pochowano.

## Ordery i odznaczenia
- Krzyż Srebrny Orderu Virtuti Militari nr 7889[8]
- Order Sztandaru Pracy I klasy[9]
- Krzyż Kawalerski Orderu Odrodzenia Polski (9 listopada 1932)[10]